# José Morales Concua
Jose Alfredo Morales Concua (Ciudad de Guatemala, Guatemala; 3 de diciembre de 1996) es un futbolista guatemalteco. Juega de lateral izquierdo y su equipo actual es el Municipal de la Liga Nacional de Guatemala. Es internacional absoluto por la selección de Guatemala desde 2021.

## Trayectoria
Formado en las inferiores del Municipal, Morales fue promovido al primer equipo en la temporada 2017-18 donde jugó su primer año. Tras pasar por otros clubes del país, el lateral regresó a Municipal en junio de 2020.

## Selección nacional
Morales debutó por la selección de Guatemala en la Copa de Oro de la Concacaf 2021 el 12 de julio de 2021 ante El Salvador.

### Participaciones en copas continentales
| Copa                            | Sede                    | Resultado      |
| ------------------------------- | ----------------------- | -------------- |
| Copa de Oro de la Concacaf 2021 | Estados Unidos          | Fase de grupos |
| Copa de Oro de la Concacaf 2023 | Estados Unidos · Canadá | En disputa     |

## Estadísticas
Actualizado al último partido disputado el 14 de mayo de 2023.
| Club                             | Div.          | Temporada     | Liga  | Liga  | Copas nacionales | Copas nacionales | Copas internacionales | Copas internacionales | Total | Total |
| Club                             | Div.          | Temporada     | Part. | Goles | Part.            | Goles            | Part.                 | Goles                 | Part. | Goles |
| -------------------------------- | ------------- | ------------- | ----- | ----- | ---------------- | ---------------- | --------------------- | --------------------- | ----- | ----- |
| Municipal · Guatemala            | 1.ª           | 2017-18       | 2     | 0     | 0                | 0                | 0                     | 0                     | 2     | 0     |
| Municipal · Guatemala            | 1.ª           | 2020-21       | 35    | 1     | 0                | 0                | 1                     | 0                     | 36    | 1     |
| Municipal · Guatemala            | 1.ª           | 2021-22       | 49    | 2     | 0                | 0                | 0                     | 0                     | 49    | 2     |
| Municipal · Guatemala            | 1.ª           | 2022-23       | 44    | 5     | 0                | 0                | 4                     | 0                     | 48    | 5     |
| Municipal · Guatemala            | Total club    | Total club    | 130   | 8     | 0                | 0                | 5                     | 0                     | 135   | 8     |
| Deportivo Petapa · Guatemala     | 1.ª           | 2018-19       | 23    | 3     | 0                | 0                | —                     | —                     | 23    | 3     |
| Deportivo Petapa · Guatemala     | Total club    | Total club    | 23    | 3     | 0                | 0                | 0                     | 0                     | 23    | 3     |
| Naranjeros Escuintla · Guatemala | 1.ª           | 2019-20       | 19    | 0     | 0                | 0                | —                     | —                     | 19    | 0     |
| Naranjeros Escuintla · Guatemala | Total club    | Total club    | 19    | 0     | 0                | 0                | 0                     | 0                     | 19    | 0     |
| Iztapa · Guatemala               | 1.ª           | 2019-20       | 12    | 1     | 0                | 0                | —                     | —                     | 12    | 1     |
| Iztapa · Guatemala               | Total club    | Total club    | 12    | 1     | 0                | 0                | 0                     | 0                     | 12    | 1     |
| Total carrera                    | Total carrera | Total carrera | 184   | 12    | 0                | 0                | 5                     | 0                     | 189   | 12    |